# Acquanegra (rio)
Il rio Acquanegra è un torrente lombardo che scorre interamente nella provincia di Como. Nasce nel territorio di Capiago Intimiano e dopo aver percorso il comune di Senna Comasco per tutta la sua lunghezza segnandone il confine con la città di Como, raccoglie le acque della Roggia di Desio e di numerosi altri rii. Successivamente attraversa un'area verde, passando a fianco della ferrovia Milano-Chiasso a Casnate con Bernate superandola poco dopo. Trova fine nel fiume Seveso a Vertemate con Minoprio.